# São José do Alegre
thumb
São José do Alegre este un oraș în Minas Gerais (MG), Brazilia.